# Марс 1
„Марс 1“ (1962 Бета Ну 1) е първият съветски безпилотен космически апарат, изстрелян в направление към Марс на 1 ноември 1962 г. Това е първата сонда от серията „Марс“, която има за цел да прелети на 11 000 km от планетата. Конструиран е да заснеме марсианската повърхността и да изпрати обратно данни за космическата радиация, микрометеоритните удари и магнитното поле на Марс, радиационната среда, атмосферната структура и възможни органични съставки.

## Техническа характеристика
Параметри на „Марс 1“:
- маса – 893,5 kg
- дължина – 3,3 m
- диаметър – 1,1m

## Конструкция
„Марс 1“ се състои от два технически отсека:
- орбитален, съдържащ бордова апаратура, контролираща полета към Марс,
- планетен, съдържащ други научни прибори, предназначени за изследване на планетата Марс от по-близко разстояние.

## Полет
След напускането на земната орбита, корабът и четвъртата степен се отделят и слънчевите панели се разгъват. Ранната телеметрия показва, че има изпускане на газ от една от клапите в системата за ориентация и така корабът е прехвърлен на жироскопична стабилизация.
Шестдесет и една радиотрансмисии са направени, отначало на интервали от два дни и по-късно на пет дни, в които са събрани огромно количество данни за междупланетното пространство. На 21 март 1963 г., когато космическият апарат е на разстояние 106 760 000 km от Земята, връзката с апарата прекъсва, вероятно поради повреда в антената на ориентационните системи на космическия апарат. Най-близката точка до Марс, която „Марс 1“ достига, е на 19 юни 1963 г., когато е на разстояние приблизително 193 000 km от планетата, след което апаратът навлиза в хелиоцентрична орбита..